# Chambers Bay
Chambers Bay ist eine etwa 90 km lange Bucht des Van-Diemen-Golfs an der Nordküste des australischen Bundesstaates Northern Territory zwischen Cape Hotham im Westen und Point Stuart im Osten.
Östlich von Point Stuart schließt sich die Finke Bay an, westlich liegt die Clarence Strait, die die Melville-Insel vom Festland trennt.
Die Bucht erhielt ihren Namen durch John McDouall Stuart, der damit im Jahre 1862 Elizabeth Chambers, die Tochter seines Freundes James Chambers, verewigte.
Der Fluss Mary River mündet im östlichen Bereich der Bucht ins Meer. Im westlichen Bereich liegt in etwa drei Kilometern Küstenentfernung die rund 2 km² große Insel Ruby Island.
Durch die spärliche Besiedlung ist das Gebiet einerseits wichtig für den Naturschutz, andererseits ein potentiell attraktives Touristenziel, insbesondere durch die relative Nähe zur lediglich etwa 80 km entfernten Stadt Darwin.
Internationale Bedeutung wird den angrenzenden Feuchtgebieten des Festlandes durch die ständige Anwesenheit einer großen Zahl (bis zu 22.000) von Vögeln, insbesondere Stelzenläufer und Uferschnepfen, zugesprochen. Von offizieller Seite wird davon ausgegangen, dass das Gebiet die Kriterien für ein Gebiet gemäß der Ramsar-Konvention erfüllt.
In der Vergangenheit wurde dem Gebiet durch Überweidung durch eine große Zahl von Wasserbüffeln Schaden zugefügt; deren Zahl ist jedoch zurückgegangen.